# 布鲁塞尔首都大区政府

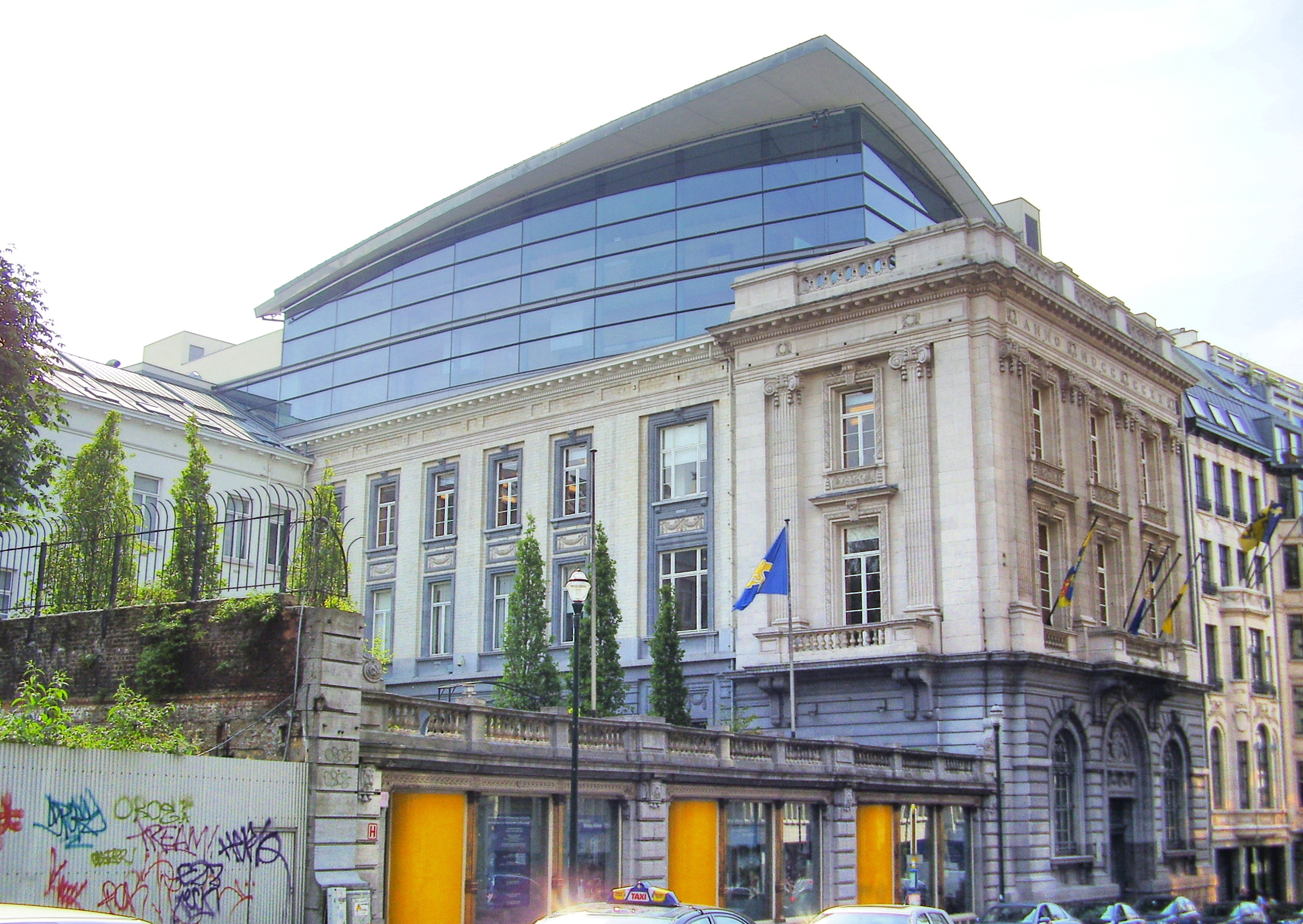
布鲁塞尔议会大楼

布鲁塞尔首都大区政府（法語：gouvernement de la région de Bruxelles-Capitale）是比利时布鲁塞尔首都大区的行政机构，也是比利时的六个主要政府（联邦政府、布鲁塞尔首都大区政府、弗拉芒政府、瓦隆政府、法语社群政府、德语社群政府）之一，由一名首长和四名部长（两名讲法语，两名讲荷蘭語）组成。